# بوفن‌لییوون
بوفن‌لییوون (به هلندی: Boven-Leeuwen) یک منطقهٔ مسکونی در هلند است که در وست ماس ان‌وال واقع شده‌است. بوفن‌لییوون ۲٬۱۳۰ نفر جمعیت دارد.